# تامتنت
التامتنت هو خبز جزائري مخمّر تقليدي يعود أصله إلى منطقة القبائل. يتميز هذا الخبز بإمكانية تحضيره بطريقتين مختلفتين: إما بقليه في الزيت أو خبزه في الفرن. عند القلي، يكتسب التامتنت قوامًا يجمع بين نعومة الخبز وخفة الكعك، أما عند الخبز في الفرن، فيأخذ شكلًا وقوامًا يشبه خبز البريوش.
يُقدَّم التامتنت عادةً مع الشوربة أو القهوة، كما يمكن تناوله مع الجبن الأبيض الشهير في منطقة القبائل.

## الملاحظات والمراجع
1. ↑  Virolle-Souibès, Marie (1 Jan 2007). Gestes d'Algérie (بالفرنسية). KARTHALA Editions. ISBN:978-2-84586-839-7. Archived from the original on 2024-03-16. Retrieved 2024-03-16.

## الملاحق

### مقالات ذات صلة
- أغروم
- كسرى
- ماتلو